# Liz McDaid
Liz McDaid é uma activista sul-africana que é a "Líder de Eco-Justiça" do Instituto Ambiental das Comunidades de Fé da África Austral (SAFCEI). Juntamente com Makoma Lekalakala, ela recebeu o Prémio Ambiental Goldman de 2018 para a região africana, pelo seu trabalho no uso dos tribunais para impedir um acordo nuclear russo-sul-africano em 2017. Em 2018, McDaid e Lekalakala receberam o prémio Nick Steele Memorial pelo seu trabalho na conquista de um processo judicial crucial para interromper os planos do governo sul-africano de prosseguir com um programa nacional de construção nuclear.